# 廉政公署公務酬酢、餽贈及外訪規管制度和程序獨立檢討委員會
廉政公署公務酬酢、餽贈及外訪規管制度和程序獨立檢討委員會是香港政府於2013年5月成立的諮詢委員會，委員會是獨立於廉政公署的非法定諮詢組織，專門就廉政公署在執行公務期間所接受的酬酢與餽贈，以及在外訪期間所接受的款待進行复核檢討，並就完善申報制度的措施提出建議，以期在湯顯明出任廉政專員期間被質疑收受餽贈及濫用公款後，能夠重建廉政公署的公信力。

## 組成
獨立檢討委員會由四名成員組成，全部由香港特別行政區行政長官委任。
主席：
周松崗，亦為貪污問題諮詢委員會主席
委員：
區嘯翔，亦為貪污諮詢委員會主席
梁智仁教授，亦為社區關係市民諮詢委員會主席
梁智鴻醫生，亦為廉政公署事宜投訴委員會主席

## 職能
獨立檢討委員會直接向行政長官負責，並提交檢討報告，除了法律上考慮外，委員會的報告將會公開。
以下是委員會的工作範圍：
1. 檢討廉政公署處理公務酬酢、餽贈及外訪開支的規管制度和程序，包括申請、報銷和審批的安排。
2. 覆核廉政公署各級人員於上任廉政專員任期內，在規管制度和程序下的符合規定情況。
3. 就任何有助改善規管制度的程序和措施提出建議。